# بوب بيكر (ملاكم)
بوب بيكر (بالإنجليزية: Bob Baker)‏ مواليد 26 أكتوبر 1926 في بنسيلفانيا - الوفاة 23 أبريل 2002، كان ملاكم أمريكي صنّف ضمن فئة الوزن الثقيل. امتدت فترة احترافه من سنة 1949 إلى 1960.

## إحصائيات
خاض خلال مسيرته 68 نزالا، فاز في 51 وتعادل في 1 وخسر في 16. فاز بالضربة القاضية في 20 نزالا.

## روابط خارجية
- بوب بيكر على موقع بوكس ريك (الإنجليزية) (registration required)